# Геологический парк Хэшикэтэн

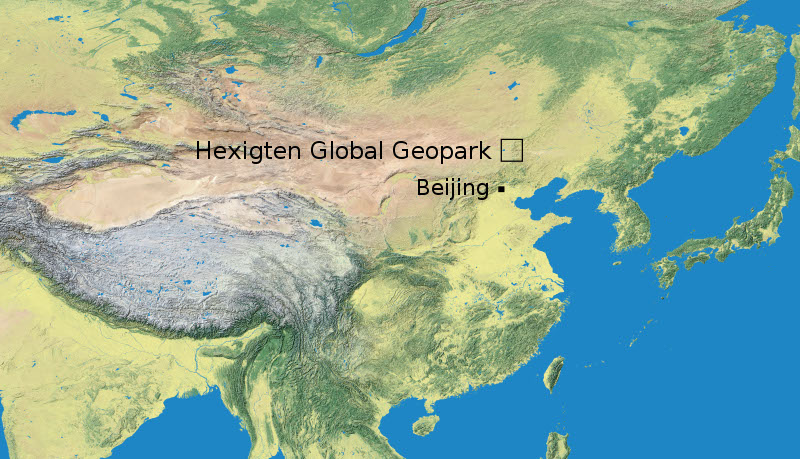
Местонахождение геопарка Хэшикэтэн в Китае

Геологический парк Хэшикэтэн (кит. 克什克腾世界地质公园) — геопарк, расположенный в китайском автономном регионе Внутренняя Монголия к югу от города Чифэн. Общая площадь парка составляет 1 750 кв. км. Парк разделен на 8 областей по геологическому строению и рельефу: вулканический, ледниковый, пустыня.

## Особенности парка
Геологический парк расположен на стыке южного подножия гор Дасинъаньлин и подножия гор Яньшань. Главной особенностью парка являются «ледяные ступы», каменный лес из гранита и геологические образования, сформировавшиеся в четвертичном периоде (около 1,75 млн лет тому назад). Круглые ямы в скале являются самым крупным и редчайшим по масштабу комплексом древних «ледяных ступ».
Два квадратных километра содержат более 300 выбоин размером от 50 см до нескольких метров, с формами напоминающие горшки, кувшины, ложки, ковши и бассейны.
На территории парка находятся термальные источники, пустыни, степи, озера, реки, горы и ущелья, а также открыт ряд полезных ископаемых. Кроме того, здесь сохранились многие следы осуществления человеческой деятельности в доисторические времена.
10 декабря 2001 года Министерство земельных и природных ресурсов Китая этой местности придало значение — геопарк, а 11 февраля 2005 года ЮНЕСКО признал Хэшикэтэн всемирным геопарком.